# Werner – Das muß kesseln!!!
Werner – Das muß kesseln!!! ist ein 1996 in Deutschland produzierter Zeichentrickfilm in Spielfilmlänge. Es ist der zweite Kinofilm der auf den von Rötger Feldmann („Brösel“) geschaffenen gleichnamigen Comics basierenden Werner-Reihe.

## Handlung
Mitten im Winter ist der größte Spaß für die Wernersens, mit dem selbstgebauten Eisschlitten über die zugefrorenen Seen zu heizen. Dafür vernachlässigt Werner sogar seine Arbeit im Sanitärbetrieb Röhrich. Dabei geraten sie an den reichen Restaurantbesitzer Nobelschröder und verlieren gegen seinen Bentley. Frustriert erfahren sie von Bauer Horst bei einem kleinen Grog zur Aufmunterung von seinen Abenteuern im Zweiten Weltkrieg und seinem eigenhändig abgeschossenen amerikanischen Bomber. Bauer Horst erzählt, dass der Bomber noch immer im Sumpf liegen müsste. Werner und Andi machen sich auf die Suche nach dem Motor und finden ihn schließlich. Den geborgenen Motor bauen sie in ihren Eisschlitten ein, um Nobelschröder in der Revanche doch noch zu besiegen. Aber es kommen immer wieder Probleme auf: Der Kraftstoff hat nicht die nötige Oktanzahl und der See ist inzwischen getaut. Denn mittlerweile ist es Sommer und Werner muss erstmal wieder zur Arbeit. Bei der von Meister Röhrich wegen Auftragsflaute veranstalteten Grillparty für Bauherr Günzelsen, die wegen Schwierigkeiten beim illegalen Schnapsbrand zum Desaster führt, kommt Werner an das Rezept für einen Wundersprit: Methyl, eigentlich Methanol. Er überzeugt Andi, dass der Motor damit laufe und sie konstruieren einen neuen Renner, diesmal mit Rädern („diese schwarzen Stücken [...] mit Luft dran, die wo man fahr’n tut.“).
Während des Baus vom skeptischen Nobelschröder aufgehetzt, lässt sich Werner zu einer Wette hinreißen: einen Monat kostenlos speisen in Nobelschröders Restaurant „Cardan Bleu“ gegen Werners und Andis Hausschwein Borsti. Doch von diversen Querelen, zuletzt dem vergessenen Nockenring, aufgehalten, verliert Werner die Wette und Nobelschröder fordert seinen Gewinn ein. Vom ahnungslosen Andi handgreiflich bedroht, überredet Werner Nobelschröder zu einer neuen Wette: ein Jahr Handwäsche für den Bentley gegen Borsti. Aber auch diese Frist verpassen sie, so dass Borsti geschlachtet und als Spanferkel verzehrt wird. Um ihr Hausschwein doch noch zu retten, dreht Werner voll auf, und mit dem methylbetriebenen Motor fahren sie zurück durch die Zeit („Ich häng jetzt die Zeit ab, jetzt.“) und erreichen gerade noch rechtzeitig das „Cardan Bleu“. Das anschließende, von den hungrigen Gästen Nobelschröders angezettelte Rennen um das Hausschwein gewinnen Werner und Andi dank Flugzeugmotor und Methyl mit Leichtigkeit.

## Kritiken
„Anarchisch in seiner chaotischen Konstruktion, eher bieder in seinen Scherzen, verbreitet dieser allenfalls handwerklich imponierende deutsche Zeichentrickfilm vor allem Grobheiten und Langeweile.“